# Будникова Ольга Іванівна
О́льга Іва́нівна Бу́дникова (20 травня 1942, м. Коростень, УРСР, СРСР — 17 січня 2021, м. Дубляни, Україна) — поетеса, член НСПУ (2003).

## Біографічні дані
Народилася 20 травня 1942 року в м. Коростень.
У 1972 році закінчила Житомирське культурно-освітнє училище.
Унаслідок хвороби прикута до ліжка.
З 2002 року — редактор-упорядник літературно-мистецького альманаху «Витоки» (м. Дубляни Львівська область).
Померла 17 січня 2021 року.

## Творчість
Писала українською і російською мовами. Авторка збірок поезій «Мого життя мереживо прозоре» (1996), «Квіти на камінні» (1998), «Лебединая песня» (2000), «Бігла мишка» (2002; усі — Львів).
Для творчості Ольги Будникової характерні глибокий ліризм та життєвий оптимізм. Художній манері поетеси притаманні афористичність вислову, пісенність ритмомелодики, пластичність образної структури.